# Heimatmuseum Beuel

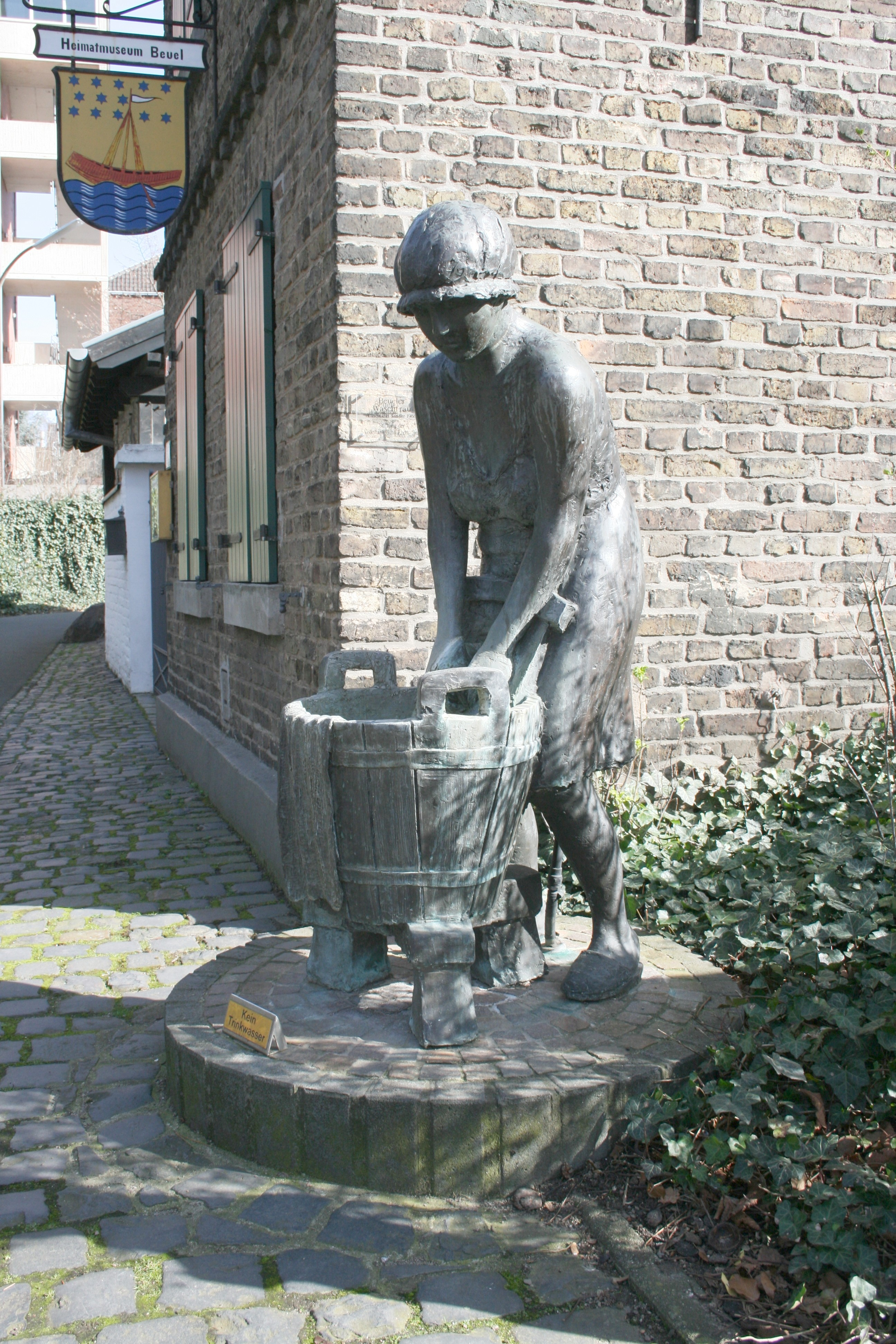
Brunnenfigur Beueler Waschfrau des Bildhauers Ernemann Sander vor dem Heimatmuseum

Das Heimatmuseum Beuel in Bonn-Beuel wurde 1986 unter Federführung des Heimat- und Geschichtsvereins Beuel gegründet.

## Beschreibung
Das Museum ist in insgesamt vier Gebäuden, die ein abgeschlossenes Hofgelände bilden, in der früheren Steinerstraße, jetzt Wagnergasse, untergebracht. Bei dem ältesten der vier Gebäude handelt es sich um eine aus Wachtberg stammende Scheune aus dem Jahr 1662. Das hinterste Haus überlebte als eines von ganz wenigen Häusern in Beuel wegen seines stabilen Steinfundaments das Eishochwasser von 1784.
Das Museum beinhaltet Ausstellungsstücke zur frühgeschichtlichen Entwicklung des Beueler Raumes von der Römerzeit bis zur Gegenwart. Ein Schwerpunkt liegt bei dem vorindustriellen Hauptgewerbe des Ortes, den Beueler Wäschereien. Der Entwicklung von der mühsamen Handwäscherei bis zur Großwäscherei wird ein gesamtes Geschoss gewidmet.
Ergänzt wird die Ausstellung mit verschiedenen Wohneinrichtungen sowie einem alten Schulzimmer und einer Friseurstube. Im Außenbereich finden sich neben einem Kräutergarten auch alte Grabsteine sowie zwei Fliegerbomben.
Das Museum wird ausschließlich von ehrenamtlichen Kräften betreut, die auch Führungen durch das Gelände sowie besondere Kinderaktionen durchführen. Die Stadt Bonn bietet an ausgewählten Terminen die Möglichkeit zur standesamtlichen Trauung in den Räumen des Museums.
Der Eintritt in das Museum ist kostenlos.

## Trägerverein
Träger des Museums ist der Heimat- und Geschichtsverein Beuel am Rhein e. V. Er wurde am 8. März 1947 unter dem Namen Heimatverein Beuel gegründet. Bereits im Jahr der Gründung wurde eine erste Heimatausstellung veranstaltet, die die Entwicklung des 1806 entstandenen Gemeindegebiets ab der Urgeschichte zeigte. 1986 erfolgte die Umbenennung des Vereins in Heimat- und Geschichtsverein Beuel am Rhein e. V.